# Baldomer Solà i Seriol
Baldomer Solà i Seriol (Badalona, 7 de febrer de 1855-25 de desembre de 1922) va ser un metge i doctor en ciències exactes català. Nascut en una família humil, va cursar estudis de ciències i exactes i de medicina. Va exercir a la ciutat de Badalona, sent un dels fundadors i el membre degà del Cos Mèdic de Badalona. Actiu socialment, va ser membre de diverses entitats, entre les quals cal destacar el Círcol Catòlic, entitat de la qual va ser president i director de la revista portaveu, Aubada. Conreà també la poesia, publicades de forma pòstuma el 1928.

## Biografia
Nascut a Badalona, fill del corder Nicolau Solà i Sayol i de Josepa Seriol i Escolà. L'avi havia estat espardenyer. Casat, entre els seus fills hi ha l'economista Lluís Solà i l'escriptor i metge Josep Solà, mort el 1914 als 23 anys, quan acabava de finalitzar els estudis de medicina, del qual es va recollir l'obra literària en el volum Roses Blanques.
Batxiller a Barcelona el 1872. Va cursar estudis a la Facultat de Ciències entre 1872 i 1874, on es llicencià en ciències exactes, i després se'n doctorà el 1875. Va col·laborar fins al 1903 amb els seus germans Josep i Jaume a l'escola coneguda com a Col·legi dels Germans Solà, on es feia batxillerat lliure. Altrament, entre 1874 i 1875 cursà estudis de dret, i després de medicina, els quals va finalitzar el 1886, obtenint llicència el 1891 a Barcelona. Va exercir profusament la professió mèdica a Badalona, de fet, el 1910, fou un dels fundadors, i també el degà, del Cos Mèdic de Badalona.
Políticament catalanista, el 1880 va participar en el Primer Congrés Catalanista.
Va promoure la creació de la societat Escacs club de Badalona, i fou president de la Junta Local de Foment i Millora de les Cases Barates. Home de grans conviccions religioses, va presidir el Círcol Catòlic, i el 1917 va fundar la revista de l'entitat, Aubada, que també dirigí i en la qual escrivia regularment. També va ser padrí de l'ordenació sacerdotal de mossèn Gaietà Soler i Perejoan. Presidí, així mateix, les Conferències de Sant Vicenç de Paül quan van ser fundades a la parròquia de Santa Maria de Badalona el 1907. La seva acció durant la Setmana Tràgica va salvar el convent del Carme de ser cremat.
Fou destacat també amb la seva faceta poètica. Fou premiat diverses vegades, i algunes de les seves composicions foren publicades sota el títol Llum d'Ideal. Poesies, llibre que aparegué el 1928, després de la seva mort, i on apareixen la biografia i una fotografia de Solà i Seriol. Algunes de les poesies van servir per enaltir la història de Badalona.
Amb motiu del centenari del seu naixement, el 1955 l'Ajuntament de Badalona i el Círcol Catòlic li van dedicar un homenatge, durant el qual es col·locà una placa a la casa del carrer de Mar on havia nascut.
Un carrer de la ciutat de Badalona porta el seu nom.